# Кисляцька волость
Кисляцька волость — історична адміністративно-територіальна одиниця Гайсинського повіту Подільської губернії з центром у селі Кисляк.
Станом на 1885 рік складалася з 16 поселень, 13 сільських громад. Населення — 11140 осіб (5653 чоловічої статі та 5487 — жіночої), 1152 дворових господарства.
|                     | Площа, десятин | У тому числі орної, дес. |
| ------------------- | -------------- | ------------------------ |
| Сільських громад    | 9419           | 7394                     |
| Приватної власності | 7123           | 4712                     |
| Казенної власності  | 2029           | 87                       |
| Іншої власності     | 515            | 323                      |
| Загалом             | 19086          | 12516                    |

Основні поселення волості:
- Кисляк — колишнє державне село при річці Соб за 3 версти від повітового міста, 1100 осіб, 95 дворових господарств, православна церква, 2 постоялих будинки, водяний млин.
- Борсуки — колишнє власницьке село при річці Кіблич, 483 особи, 69 дворових господарств, православна церква, постоялий будинок.
- Зятківці — колишнє власницьке село, 1800 осіб, 242 дворових господарства, православна церква, католицька каплиця, синагога, єврейський молитовний будинок, школа, 2 постоялих будинки, 4 лавки, водяний млин, базари по п'ятницях.
- Гнатівка — колишнє власницьке село при річці Кіблич, 349 осіб, 51 дворове господарство, православна церква, постоялий будинок.
- Коробівка — колишнє власницьке село при річці Соб, 1250 осіб, 96 дворових господарств, православна церква, постоялий будинок.
- Кущинці — колишнє власницьке село при річці Кіблич, 557 осіб, 63 дворових господарства, православна церква, постоялий будинок.
- Мелешків — колишнє власницьке село при річці Кіблич, 702 особи, 88 дворових господарств, православна церква, постоялий будинок, водяний млин, винокурний завод.
- Мітлинці — колишнє власницьке село, 1450 осіб, 133 дворових господарства, православна церква, постоялий будинок, водяний млин.
- Тимар — колишнє власницьке село, 592 особи, 61 дворове господарство, православна церква, постоялий будинок.
- Чечелівка — колишнє власницьке село, 1266 осіб, 163 дворових господарства, православна церква, 2 постоялих будинки, водяний млин.